# Piotr Leonídovitx Kapitsa
Piotr Leonídovitx Kapitsa, rus: Пётр Леонидович Капица, (Kronstadt, Rússia 1894 - 1984) fou un físic soviètic guardonat amb el Premi Nobel de Física l'any 1978.

## Biografia
Va néixer el 9 de juliol de 1894 a la ciutat russa de Kronstadt. Va estudiar física a l'Institut Politècnic de Petrograd (actual Sant Petersburg), on es llicencià l'any 1918.
L'any 1929 fou nomenat membre de la legació estrangera de la Royal Society britànica. Kapitsa morí el 8 d'abril de 1984.

## Recerca científica
Va treballar al Laboratori Cavendish de la Universitat de Cambridge al costat d'Ernest Rutherford. Durant la seva permanència a Cambridge va dictaminar les tècniques per a crear forts camps magnètics injectant corrent elèctric als electroimants especialment construïts per breu períodes del temps. El 1934 va desenvolupar un aparell nou i original per a produir quantitats significatives d'heli líquid.
Aquell mateix any retornà a la Unió Soviètica en una visita professional, però el seu passaport fou detingut i les autoritats no li van permetre sortir del país. Kapitsa va ser requerit per formar part de l'Institut per als Problemes Físics, amb l'equip comprat pel govern soviètic del Laboratori Mond de Cambridge amb l'ajuda de Rutherford. El 1937 aconseguí descobrir la superfluidesa, amb contribucions de John F. Allen i Don Misener.
L'agost de 1946 Kapitsa fou rellevat pel govern comunista soviètic com a director de l'Institut de Física i Tecnologia de Moscou, que ell mateix havia creat, i s'exilià voluntàriament prop de Moscou per la seva negativa a participar en el projecte de bomba d'hidrogen ideada pel govern soviètic. A la mort de Ióssif Stalin aconseguí recuperar la seva posició com a director de l'Institut, càrrec que ocupà fins a la seva mort el 1984.
El 1978 fou guardonat amb el Premi Nobel de Física pels seus treballs sobre la física de les baixes temperatures. El Premi Nobel el compartí amb Arno Allan Penzias i Robert Woodrow Wilson per treballs sense cap relació. A més del Premi Nobel, va rebre el títol d'Heroi del Treball Socialista en dues ocasions, l'orde de Lenin en sis, l'orde de la Bandera Roja del Treball, dos Premis Stalin (1941 i 1943), la Medalla d'or Lomonóssov (1959) i la Medalla Franklin el 1954.